# Sherman Smith
Sherman Smith (* 1. November 1954 in Youngstown, Ohio) ist ein US-amerikanischer ehemaliger American-Football-Spieler und -Trainer. Er war zuletzt Trainer der Runningbacks bei den Seattle Seahawks in der National Football League (NFL).

## Spielerkarriere
Smith wurde in der zweiten Runde des NFL Draft 1976 von den Seattle Seahawks ausgewählt. Er war damit der erste Offense-Spieler, welcher vom neuen Expansion Team gedraftet wurde. Als er am 7. November 1976 im Spiel gegen die Atlanta Falcons 124 Yards erlief wurde er zum ersten Spieler der Seahawks, welcher in einem Spiel mehr als 100 Yards erlief. Smith führte erlief in den ersten vier Saisons immer die meisten Yards der Seahawks und erlief insgesamt 3.429 Yards und 28 Touchdowns in seinen sieben Jahren bei dem Franchise. Zusätzlich fing er den Ball 210 Mal und erreichte dadurch 2.445 Yards und 10 Touchdowns. Nach seinem Wechsel zu den San Diego Chargers spielte er nur noch selten.

## Trainerkarriere
Im folgenden Jahr begann Smith eine Lehrer- und Trainerkarriere an einer Highschool. 1990 wurde er zum Runningbacktrainer der Miami University. Zwischen 1992 und 1994 arbeitete er als Trainer der Tight Ends und Runningbacks an der University of Illinois. 1995 wurde Smith der Runnigbacktrainer der Houston Oilers (später Tennessee Titans). 2006 wurde er dort zusätzlich zum Assistenten des Head Coaches befördert.
2008 verließ Smith die Titans um der Offensive Coordinator der Washington Redskins zu werden, wodurch er mit seinem ehemaligen Seahawks-Teamkollegen Jim Zorn arbeitete, welcher der Head Coach der Redskins war. Nachdem Zorn entlassen worden war, musste auch Smith seinen Posten räumen. Kurz darauf wurde er jedoch bereits als Runningbacktrainer von den Seattle Seahawks eingestellt. Nach der Saison 2016 wurde er von seinen Aufgaben entbunden.